# 遠藤善主
遠藤 善主（えんどう よしむね、1970年6月21日 - ）は、大分県出身の元サッカー選手、サッカー指導者。現役時代のポジションはFW。

## 来歴
大分県立大分上野丘高等学校を卒業後の1989年に日本鋼管に入社して、同サッカー部に入る。以降、京都パープルサンガ（現：京都サンガF.C.）、ヴァンフォーレ甲府を経て、佐川急便大阪SCを最後に現役を引退。
その後、指導者となり2001年より2004年まで佐川急便大阪SCの監督を務めた。2006年より北陸電力サッカー部アローズ北陸のヘッドコーチに就任。2008年よりカターレ富山に移って、ヘッドコーチなどを歴任。2015年にはJFA 公認S級コーチのライセンスを取得。2013年から日本サッカー協会（JFA）のナショナルトレセンコーチを2020年まで務めた。
2020年12月3日、富山の強化部長に就任した。

## 所属クラブ
- 大分県立大分上野丘高等学校
- 1989年 - 1992年 NKK
- 1993年 - 1995年 京都パープルサンガ
- 1996年 - 1997年 ヴァンフォーレ甲府
- 1998年 - 1999年 佐川急便大阪SC

## 指導歴
- 2001年 - 2004年 佐川急便大阪SC 監督
- 2006年 - 2007年 北陸電力サッカー部アローズ北陸 ヘッドコーチ
- 2008年 - 2015年 カターレ富山
  - 2008年 - 2009年 ヘッドコーチ
  - 2009年 - 2011年 強化部スカウト担当
  - 2012年 - 2015年 地域・普及ダイレクター、強化部マネージャー
- 2013年 - 2020年 JFAナショナルトレセンコーチ
- 2020年12月 - カターレ富山 強化部長